# Bailey Zappe
Bailey Michael Zappe (Victoria, Texas, 26 de abril de 1999) más conocido como Bailey Zappe, es un jugador profesional estadounidense de fútbol americano que se desempeña en la posición de quarterback en Cleveland Browns, en la National Football League (NFL).

## Carrera
Fue seleccionado en la cuarta ronda en la Reunión Anual de Selección de Jugadores de la NFL de 2022. Hizo su debut profesional con el equipo New England Patriots, donde lleva jugando dos temporadas.